# باولو رانغيل (لاعب كرة قدم)
باولو رانغيل (بالبرتغالية: Paulo Rangel‏) هو لاعب كرة قدم برازيلي في مركز الهجوم، ولد في 4 فبراير 1985 في بليم في البرازيل. شارك مع Malaysia League XI ‏. أما مع النوادي، فقد لعب مع رابطة نادي براوناس الرياضي الثقافي وموانغتونغ يونايتد ونادي بوافيشتا ونادي ترغكانو ونادي جوهر دار التعظيم ونادي جوهر درول تقسيم 2 ونادي سلاغور ونادي فارزيم.

## وصلات خارجية
- باولو رانغيل (لاعب كرة قدم) على موقع قاعدة بيانات كرة القدم.إي يو (الإنجليزية)
- باولو رانغيل (لاعب كرة قدم) على موقع Soccerway.com (الإنجليزية)
- باولو رانغيل (لاعب كرة قدم) على موقع عالم كرة القدم.نت (الإنجليزية)